# Albrecht Papenroth
Albrecht Papenroth (* 30. Dezember 1939 in Spremberg; † 18. Dezember 2020 ebenda) war ein deutscher Politiker (SPD). Er war von 1994 bis 2002 Mitglied des Deutschen Bundestages.

## Leben
Papenroth arbeitete nach der Mittleren Reife zunächst als Facharbeiter und besuchte anschließend die Fachhochschule, die er als Diplombetriebswirt (FH) beendete. Anschließend machte er an der Technischen Universität Dresden einen Abschluss als Dipl.-Ingenieurökonom des Bauwesens (TU). Danach leistete er den Grundwehrdienst ab und arbeitete im Anschluss als Betriebselektriker/Energetiker und Ökonom für Forschung und Entwicklung. Er war auch Ökonomischer Leiter eines Landbaubetriebes, Direktor für Wohnungswirtschaft und zuletzt bis 1990 Geschäftsführer in einem Spremberger Wohnungsunternehmen.

## Politik
Papenroth war seit 1954 Gewerkschaftsmitglied. Nach vielen Fusionen der Gewerkschaften war er zuletzt Mitglied der IG BCE. Ab Dezember 1990 war er auch Mitglied der SPD im Ortsverein Spremberg, der Stadt, deren Stadtverordneter er auch war, bis er 1994 in den Deutschen Bundestag gewählt wurde, dem er zwei Legislaturperioden, bis 2002, angehörte.
Papenroth zog 1994 und 1998 über das Direktmandat im Wahlkreis Senftenberg – Calau – Spremberg in den Bundestag ein.